# Santarém (Brazílie)
Santarém je město v západní části státu Pará v Brazílii. Nachází se na soutoku řek Tapajós a Amazonka. Stalo se oblíbeným turistickým cílem. Je to druhé nejdůležitější město ve státě, finanční a ekonomické centrum jeho západní části. Tvoří metropolitní oblast s městy Belterra a Mojuí dos Campos. Bylo kdysi domovem indiánů Tapajós, po němž byla pojmenována místní řeka. Santarém má 299 419 obyvatel (podle sčítání lidu v roce 2012) a je třetím nejlidnatějším městem státu. Město zaujímá rozlohu 22 887 čtverečních kilometrů, z toho 77 kilometrů čtverečních jsou městské oblasti. Město bylo založeno portugalskými kolonisty v roce 1661 jako Nový Santarém (podle města v Portugalsku). Jedná se o jedno z nejstarších měst v brazilské Amazonii. Je sídlem římskokatolické diecéze Santarém. Díky čistým vodám řeky Tapajós má Santarém více než 100 kilometrů přírodních pláží, díky čemuž je zván "brazilský Karibik". Na jedné z nich se koná každoročně v září folklórní festival Sairé. Někteří političtí aktivisté v minulosti lobbovali za vytvoření nového brazilského federálního státu, který by se jmenoval Tapajós a hlavním městem by byl právě Santarém.